# アヤ・キャッシュ
アヤ・レイチェル・キャッシュ（Aya Rachel Cash 、1982年7月13日 - ）は、アメリカ合衆国の女優。FX/FXXのダークコメディシリーズ『You're the Worst』（2014 – 2019）ではGretchen Cutlerとして、Amazonプライム・ビデオのスーパーヒーロードラマシリーズ『ザ・ボーイズ』のシーズン2（2020 – 現在）ではストームフロントとして出演していることで知られている。彼女は、コメディーシリーズの最優秀女優賞の批評家選出テレビ賞と、前者のコメディーの個人業績に対するTCA賞にノミネートされた。
その他、『The Oranges』（2011）や『Sleepwalk with Me』（2012）、『はじまりのうた』（2013）、『ウルフ・オブ・ウォールストリート』（2013）、『Mary Goes Round』（2017）、 『ゲームオーバー!』（2018）、『Scare Me』（2020）といった作品に出演している。

## 生い立ち
サンフランシスコにて、詩人で小説家のキム・アッドニツィオと仏教指導者のユージーン・キャッシュの間に生まれる。父親の家系はユダヤ人だが、母親はカトリックでイタリア系である。彼女自身は自らをユダヤ人と表現し、姓はもともと「チルシュ/Chirsch」のようなものだったと説明している。
ルース・アサワ・サンフランシスコ芸術学校の卒業生。2004年、ガスリーシアターの俳優トレーニングプログラムと提携しているミネソタ大学で演技の美術学士号を取得し卒業した。その後、ニューヨーク市に移り、そこで演技のキャリアを始めた。成功するまで何年も経済的に苦労し、フルタイムのウェイトレスをしてやりくりしていた 。

## キャリア

### テレビ
『ブラザーフッド』や『ロー&オーダー』、『LAW & ORDER:性犯罪特捜班』、『LAW & ORDER:犯罪心理捜査班』、『Mercy』、『ニュースルーム』に出演している。また、2011年のフォックスのコメディ『Traffic Light』に1シーズンを通してレギュラー出演した。2014年から2019年まで、FXネットワークのシリーズ『You're the Worst』にGretchen Cutler役で出演した 。彼女の演技は批評家からの称賛を受けることとなった。ウェブサイト”The A.V. Club”は、セカンドシーズンでの彼女の演技を「2015年、テレビにおける最高の演技である」と評している 。
2019年、Amazonプライム・ビデオのスーパーヒーローダークコメディドラマシリーズ『ザ・ボーイズ』の第2シーズンにストームフロントとして配役された。第2シーズンは2020年9月に配信開始。

### 映画
映画では、『The Oranges』や『Winter of Frozen Dreams』、『Off Jackson Avenue』、『はじまりのうた』、『The Bits In Between』、『The Happy House』に出演している。また、『ウルフ・オブ・ウォールストリート』にジョーダン・ベルフォートのアシスタントであるジャネット役として出演している。

### 劇場
さらに、オフ・ブロードウェイにも出演していた 。2014年には、ゾーイ・カザンの演劇『Trudy And Max In Love』のワールドプレミアに出演した。

## 私生活
2012年、プロデューサー兼ライターのジョシュ・アレクサンダーと結婚した。ニューヨーク市で一緒に住んでいる 。
本人によると、”アヤ”がヘブライ語で「タカ」を意味すると言われていたので、背中にタカの刺青を彫ったとのことだった。しかし、彼女がイスラエルを訪れたとき、”アヤ”（ איה ）は「タカ」の古語だが、実際には、別の猛禽類である「ハチクマ」の現代語であると言われた。
シリアから逃れてきた戦争で負傷した難民の子供たちが医療援助を受けるのを支援するNGOであるINARAのアンバサダーを務めている。

## フィルモグラフィー

### 映画
| 年   | 題名                                                     | 役名             | 備考     |
| ---- | -------------------------------------------------------- | ---------------- | -------- |
| 2008 | Off Jackson Avenue                                       | Olga             |          |
| 2008 | 彼が二度愛したS Deception                                | 秘書＃2          |          |
| 2009 | Winter of Frozen Dreams                                  | 売春婦           |          |
| 2009 | The Bits in Between                                      | Suzy             |          |
| 2011 | The Oranges                                              | Maya             |          |
| 2012 | Sleepwalk with Me                                        | Hannah           |          |
| 2013 | The Happy House                                          | Wendy            |          |
| 2013 | はじまりのうた Begin Again                               | ジェニー         |          |
| 2013 | ウルフ・オブ・ウォールストリート The Wolf of Wall Street | ジャネット       |          |
| 2014 | Loitering with Intent                                    | ジェシー         |          |
| 2016 | 10 Crosby                                                | Aya              | 短編映画 |
| 2016 | All Exchanges Final                                      | Dom              | 短編映画 |
| 2017 | Village People                                           | バーバラ         |          |
| 2017 | Mary Goes Round                                          | メアリー         |          |
| 2018 | Brand New Old Love                                       | ハンナ・ベッカー |          |
| 2018 | ゲームオーバー！ Game Over, Man!                         | キャシー         |          |
| 2018 | Social Animals                                           | ジェーン         |          |
| 2020 | Scare Me                                                 | Fanny            |          |

### テレビ
| 年        | 題名                                                                 | 役名                                           | 備考                                                       |
| --------- | -------------------------------------------------------------------- | ---------------------------------------------- | ---------------------------------------------------------- |
| 2006      | ロー＆オーダー Law & Order                                           | ジャニーン・レスコ                             | エピソード：「キングメーカー」                             |
| 2006      | LAW & ORDER:犯罪心理捜査班 Law & Order: Law & Order: Criminal Intent | ロリ                                           | エピソード：「Weeping Willow」                             |
| 2007      | ブラザーフッド Brotherhood                                           | マーサ・ダナーズ                               | エピソード：「Shelter from the Storm 1:1-2」               |
| 2007      | Spellbound                                                           | Chrissy                                        | 放送されていないCWパイロット版                             |
| 2009      | LAW & ORDER:性犯罪特捜班 Law & Order: Special Victims Unit           | カトリーナ・リチコフ                           | エピソード：「Hothouse」                                   |
| 2010      | Mercy                                                                | ブリス・エドルスタイン                         | エピソード：「Too Much Attitude and Not Enough Underwear」 |
| 2010      | Strange Brew                                                         | リジー                                         | 未放送のFOXパイロット版                                    |
| 2011      | Traffic Light                                                        | カリー                                         | 主役のひとり; 13話                                         |
| 2012      | Friday Night Dinner                                                  | リジー                                         | 放送されていないNBCパイロット版                            |
| 2012      | A Gifted Man                                                         | トリッシュ・サロウェイ                         | エピソード：「In Case of Heart Failure」                   |
| 2013      | ニュースルーム The Newsroom                                          | シェリー・ウェクスラー                         | 3エピソード                                                |
| 2013      | We Are Men                                                           | クレア                                         | 5エピソード                                                |
| 2014-2019 | You're the Worst                                                     | グレッチェン・カトラー                         | 主要キャスト; 62エピソード                                 |
| 2015      | モダン・ファミリー Modern Family                                     | ヴァネッサ                                     | エピソード：「Rash Decisions」                             |
| 2015      | グッド・ワイフ Good Wife                                             | アンバー・オードリー                           | エピソード：「Don't Fail」                                 |
| 2015      | Sirens                                                               | シンディ                                       | エピソード：「Let Pythons be Pythons」                     |
| 2015      | The Walker                                                           | 不詳                                           | 2エピソード                                                |
| 2016      | アメリカン・ダッド American Dad                                      | ウェイトレスのジョディ                         | エピソード：「The Unincludeds」                            |
| 2016-2019 | Easy                                                                 | シェリー                                       | 4エピソード                                                |
| 2019      | Fosse/Verdon                                                         | ジョアン・サイモン                             | ミニシリーズ                                               |
| 2019      | ふたりは友達？ ウィル＆グレイス Will & Grace                         | オリビア・ウォーカー                           | エピソード：「The Scales of Justice」                      |
| 2020-2024 | ザ・ボーイズ The Boys                                                | クララ・ライジンガー/ストームフロント/リバティ | 計8話出演 Amazon Primeオリジナルドラマ                     |
| TBA       | Vought Rising                                                        | クララ・ライジンガー/ストームフロント/リバティ | Amazon Primeオリジナルドラマ                               |

### 劇場
| 年   | 題名                  | 役              | 劇場                   |
| ---- | --------------------- | --------------- | ---------------------- |
| 2006 | The Pain and the Itch | Kalina          | Playwrights Horizons   |
| 2008 | From Up Here          | Lauren          | Manhattan Theatre Club |
| 2008 | Three Changes         | Steffi          | Playwrights Horizons   |
| 2009 | Offices               | Laura/Emma/秘書 | Linda Gross Theater    |
| 2011 | The Other Place       | The Woman       | Music Box Theatre      |
| 2011 | Happy Hour            | Performer       | Peter Norton Space     |
| 2014 | Trudy and Max in Love | Trudy           | South Coast Repertory  |
| 2017 | The Light Years       | Ruth/Adeline    | Playwrights Horizons   |
| 2018 | Kings                 | Lauren          | The Public Theater     |

## 賞とノミネート
| 年   | 協会                                            | カテゴリー                         | 作品             | 結果       | 参照   |
| ---- | ----------------------------------------------- | ---------------------------------- | ---------------- | ---------- | ------ |
| 2016 | ゴールドダービー賞                              | 最高のコメディ主演女優             | You're the Worst | ノミネート | [ 16 ] |
| 2016 | クリティクス・チョイス・テレビジョン・アワード  | コメディシリーズ主演女優           | You're the Worst | ノミネート | [ 17 ] |
| 2016 | TCAアワード                                     | コメディにおける個人の業績         | You're the Worst | ノミネート | [ 18 ] |
| 2021 | 第1回クリティクス・チョイス・スーパー・アワード | スーパーヒーローシリーズ主演女優賞 | ザ・ボーイズ     | 受賞       | [ 19 ] |